# Pulverturm (Johanngeorgenstadt)

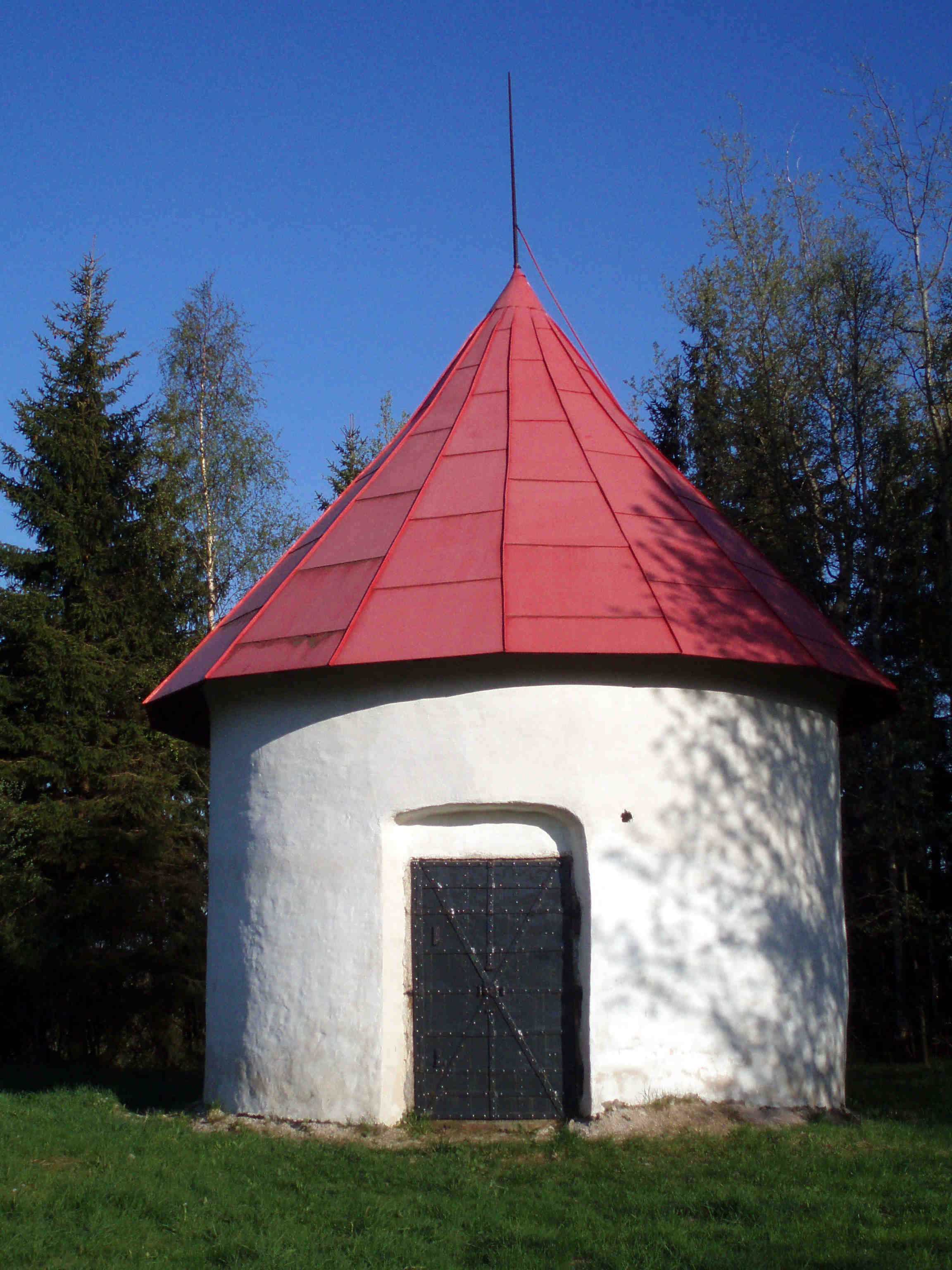
Pulverturm, Zustand 2008

Der Pulverturm in Johanngeorgenstadt war ein für Bergbauzwecke genutzter Turm zur Aufbewahrung von Schießpulver für die Neu Leipziger Glück Fundgrube. Er wurde 1798 in nur schwach besiedeltem Gebiet außerhalb der Stadt auf der Halde der Fundgrube Gotthelf Schaller an der Eibenstocker Straße durch die Gewerkschaft von Neu Leipziger Glück Fundgrube errichtet. 1828 wurde er für 105 Reichstaler als Revierpulverturm verkauft. Die Kaufsumme wurde von den königlichen Stolln vorgeschossen, die auch seine Instandsetzung übernahmen. Von jedem eingelagerten Zentner Pulver wurde von den Gruben danach ein Taler für die Rückzahlung des Vorschusses erhoben. 1864 wurde der Pulverturm dem Revierausschuss für 50 Taler verkauft.
Durch die gewachsene Besiedlung von Johanngeorgenstadt steht der Pulverturm heute in der Mittelstadt unweit eines Mitte der 1980er-Jahre errichteten Neubaugebietes, das heute die Bezeichnung Am Pulverturm trägt.
Der Pulverturm steht als Zeuge der Bergbaugeschichte unter Denkmalschutz.